# Christer Swedrup
Gustaf Christer Swedrup, ursprungligen Svensson, född 9 augusti 1904 i Lunds stadsförsamling (döpt i Höörs församling), Malmöhus län, död 10 september 1972 i Lidingö församling, var en svensk forstmästare. Han var bror till Ivan Swedrup.
Swedrup, som var son till lantbrukare Gustaf Svensson och Anna Persson, utexaminerades från Skogshögskolan 1931. Han var anställd som distriktslantmätare 1932–1933, stämplingsassistent vid Skogsvårdsstyrelsen i Västerbottens län 1934, 1936, 1937 och 1939, ombudsman vid Kalmar läns södra skogsägareförening 1935, organisationschef i Sydöstra Sveriges skogsägares förbund 1941–1950, i Riksförbundet Landsbygdens folk 1950–1955. Han var anställd i Svenska Jägareförbundet som redaktör och ansvarig utgivare för tidskriften Svensk Jakt 1955–1964, annonschef 1959–1969 och förbundets intendent 1965–1969. Han skrev artiklar i dags- och fackpress rörande skogshushållning, organisationsväsende och jaktvård.